# Freycinetia arborea
Freycinetia arborea är en enhjärtbladig växtart som beskrevs av Charles Gaudichaud-Beaupré. Freycinetia arborea ingår i släktet Freycinetia och familjen Pandanaceae. Inga underarter finns listade.

## Bildgalleri

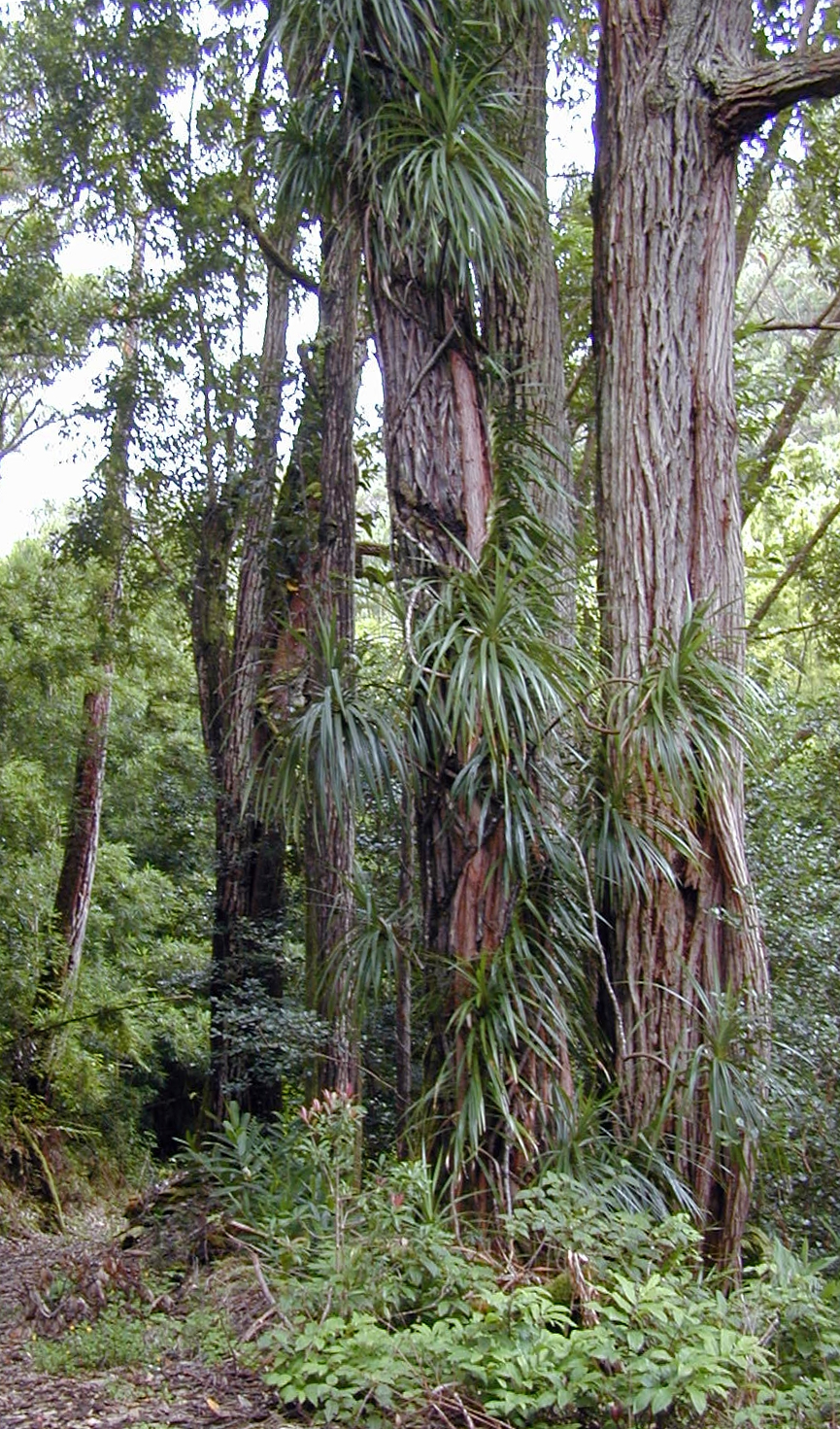